# Alpine Racer 2
Alpine Racer 2 (яп. アルペンレーサー 2 Arupen Rēsā 2) ー трехмерная, горнолыжная, аркадная игра, выпущенная Namco в 1996 году, Игра является продолжением Alpine Racer. В игре присутствовали три новых выбираемых лыжника и позволяли двум игрокам играть одновременно, когда два однопользовательских джостика были связаны друг с другом.

## Исследования
Alpine Racer 2, наряду с Тетрисом, был использован ученым Гарвардского сна Robert Stickgold для изучения взаимосвязи между обучением и реальностью. Он обнаружил, что после игры в часах перед сном, даже испытуемые, страдающие от антероградной амнезии, неспособность сформировать новые воспоминания, мечтают о лыжах.

## Телевизионный сезон
Некоторые сцены этой игры были показаны в эпизоде BBC Horizon, What Are Dreams?, Выпущенном в 2009 году, спустя несколько месяцев в качестве эпизода PBS Nova.